# Wetgevende Yuan
De Wetgevende Yuan (Wetgevend Bestuurslichaam) is het parlement van Taiwan (Republiek China). Het is gevestigd in de hoofdstad Taipei.
Taiwan heeft een eenkamerstelsel. De Wetgevende Yuan heeft 113 leden die direct worden verkozen door de inwoners van Taiwan. De zittingstermijn van een lid van de Wetgevende Yuan is 4 jaar waarna er nieuwe verkiezingen worden gehouden.
De Wetgevende Yuan is verantwoordelijk voor de goedkeuring van wetgeving die daarna wordt ondertekend door de president.
De Wetgevende Yuan is ook verantwoordelijk voor constitutionele zaken zoals het veranderen van de grondwet (wat moet gebeuren onder een nationaal referendum), terugroeping van de president en afzetting van de president (wat het hooggerechtshof dan beoordeelt).

## Verkiezingen en termijnen
De door de Kwomintang geleide overheid van de Republiek China trok zich terug naar Taiwan in 1949, het jaar na de eerste Parlementsverkiezingen in 1948. De Kwomintang bleef soevereiniteit claimen van het vasteland van China. Het termijn van de leden van de Wetgevende Yuan werd verlengd totdat er verkiezingen konden worden gehouden in de originele kiesdistricten.
Na dat Taiwanezen vroegen om meer democratie werden er aanvullende verkiezingen gehouden in Taiwan (provincie) vanaf 1969 en delen van Fujian vanaf 1972. De gekozen wetgevers in deze beperkte verkiezingen bleven aan met de wetgevers die in 1948 waren gekozen.
Deze situatie bleef totdat het hooggerechtshof op 21 juni 1991 besloot dat alle leden van de Wetgevende Yuan die aan waren gebleven door verlengde termijnen met pensioen moesten.
| Termijn | Lengte                                                                                      | Echte lengte van termijn                                                                                           | Verkiezingen                  | Zetels | Gebied                                                         | Notitie                                                      |
| ------- | ------------------------------------------------------------------------------------------- | --- | ----------------------------- | ------ | -------------------------------------------------------------- | ------------------------------------------------------------ |
| 1       | Eerst 3 jaar, maar het limiet werd verwijderd nadat Kwomintang zich terug trok naar Taiwan. | 8 mei 1948-31 december 1991 (wetgever wiens termijn verlengd was.)/31 januari 1993 (wetgevers voor bepaalde tijd). | 1948 verkiezing               | 759    | Enige verkiezing die werd gehouden op het vasteland van China. | 509 leden gingen mee naar Taiwan                             |
| 1       | Eerst 3 jaar, maar het limiet werd verwijderd nadat Kwomintang zich terug trok naar Taiwan. | 8 mei 1948-31 december 1991 (wetgever wiens termijn verlengd was.)/31 januari 1993 (wetgevers voor bepaalde tijd). | 1969 aanvullende verkiezingen | 11     | Verkozen in Taiwan (provincie).                                | Zelfde termijn als 1948 leden.                               |
| 1       | Eerst 3 jaar, maar het limiet werd verwijderd nadat Kwomintang zich terug trok naar Taiwan. | 8 mei 1948-31 december 1991 (wetgever wiens termijn verlengd was.)/31 januari 1993 (wetgevers voor bepaalde tijd). | 1972 aanvullende verkiezingen | 51     | Verkozen in Fujian en Taiwan (provincie), Republiek China      | Termijn 3 jaar.                                              |
| 1       | Eerst 3 jaar, maar het limiet werd verwijderd nadat Kwomintang zich terug trok naar Taiwan. | 8 mei 1948-31 december 1991 (wetgever wiens termijn verlengd was.)/31 januari 1993 (wetgevers voor bepaalde tijd). | 1975 aanvullende verkiezingen | 52     | Verkozen in Republiek China (Taiwan).                          | Termijn 3 jaar verlengd naar 5 jaar.                         |
| 1       | Eerst 3 jaar, maar het limiet werd verwijderd nadat Kwomintang zich terug trok naar Taiwan. | 8 mei 1948-31 december 1991 (wetgever wiens termijn verlengd was.)/31 januari 1993 (wetgevers voor bepaalde tijd). | 1980 aanvullende verkiezingen | 97     | Verkozen in Republiek China (Taiwan).                          | Termijn 3 jaar.                                              |
| 1       | Eerst 3 jaar, maar het limiet werd verwijderd nadat Kwomintang zich terug trok naar Taiwan. | 8 mei 1948-31 december 1991 (wetgever wiens termijn verlengd was.)/31 januari 1993 (wetgevers voor bepaalde tijd). | 1983 aanvullende verkiezingen | 98     | Verkozen in Republiek China (Taiwan).                          | Termijn 3 jaar.                                              |
| 1       | Eerst 3 jaar, maar het limiet werd verwijderd nadat Kwomintang zich terug trok naar Taiwan. | 8 mei 1948-31 december 1991 (wetgever wiens termijn verlengd was.)/31 januari 1993 (wetgevers voor bepaalde tijd). | 1986 aanvullende verkiezingen | 100    | Verkozen in Republiek China (Taiwan).                          | Termijn 3 jaar.                                              |
| 1       | Eerst 3 jaar, maar het limiet werd verwijderd nadat Kwomintang zich terug trok naar Taiwan. | 8 mei 1948-31 december 1991 (wetgever wiens termijn verlengd was.)/31 januari 1993 (wetgevers voor bepaalde tijd). | 1989 aanvullende verkiezingen | 130    | Verkozen in Republiek China (Taiwan).                          | Termijn 3 jaar. T/m 31 januari 1993.                         |
| 2       | 3 jaar                                                                                      | 1 februari 1993-31 januari 1996                                                                                    | 1992 verkiezingen             | 161    | Totale herverkiezing in Republiek China (Taiwan)               |                                                              |
| 3       | 3 jaar                                                                                      | 1 februari 1996-31 januari 1999                                                                                    | 1995 verkiezingen             | 164    | Republiek China (Taiwan)                                       |                                                              |
| 4       | 3 jaar                                                                                      | 1 februari 1999-31 januari 2002                                                                                    | 1998 verkiezingen             | 225    | Republiek China (Taiwan)                                       |                                                              |
| 5       | 3 jaar                                                                                      | 1 februari 2002-31 januari 2005                                                                                    | 2001 verkiezingen             | 225    | Republiek China (Taiwan)                                       |                                                              |
| 6       | 3 jaar                                                                                      | 1 februari 2005-31 januari 2008                                                                                    | 2004 verkiezingen             | 225    | Republiek China (Taiwan)                                       |                                                              |
| 7       | 4 jaar                                                                                      | 1 februari 2008-31 januari 2012                                                                                    | 2008 verkiezingen             | 113    | Republiek China (Taiwan)                                       | Verandering in kiessysteem, termijn lengte en aantal zetels. |
| 8       | 4 jaar                                                                                      | 1 februari 2012-31 januari 2016                                                                                    | 2012 verkiezingen             | 113    | Republiek China (Taiwan)                                       |                                                              |
| 9       | 4 jaar                                                                                      | 1 februari 2016-31 januari 2020                                                                                    | 2016 verkiezingen             | 113    | Republiek China (Taiwan)                                       |                                                              |
| 10      | 4 jaar                                                                                      | 1 februari 2020-31 januari 2024                                                                                    | 2020 verkiezingen             | 113    | Republiek China (Taiwan)                                       |                                                              |
| 11      | 4 jaar                                                                                      | 1 februari 2024 | 2024 verkiezingen             | 113    | Republiek China (Taiwan)                                       | Zittende Wetgevende Yuan.                                    |

### Kiessysteem
Tijdens het 4e, 5e en 6e termijn had de Wetgevende Yuan 225 leden.
De leden werden als volgt verkozen:
- 168 leden werden verkozen door de meeste stemmen te krijgen in verschillende lokale kiesdistricten met meerdere kandidaten op de lijst van ieder een verschillende partij of een onafhankelijke lid. (1e stembiljet)
- 41 werden verkozen door het aantal stemmen dat de politieke partij kreeg op landelijk niveau. (2e stembiljet)
- 8 stemmen waren voor burgers die in het buitenland wonen en die werden geselecteerd op het aantal stemmen dat de politiek partijen landelijk kregen.
- 8 zetels waren voor de inheemse bevolking.

Sinds het 7e termijn worden de 113 leden als volgt verkozen:
- 73 leden worden verkozen door de meeste stemmen te krijgen in een lokaal kiesdistrict. Met meerdere kandidaten op de lijst van ieder een andere partij of een onafhankelijke kandidaat. (1e stembiljet)
- 34 leden worden verkozen door het aantal stemmen dat de partij krijgt op landelijk niveau. Als een partij minstens 5% van de stemmen heeft komt die in de Wetgevende Yuan. (2e stembiljet)
- 6 zetels worden verkozen door de inheemse bevolking.[2]

## Samenstelling Wetgevende Yuan per termijn
| Termijn     | Overheid      | Overheid                                                                     | Overheid | Voorzitter    | Oppositie | Oppositie | Oppositie                    | Totaal aantal zetels |
| Termijn     | Partij        | Partijleider                                                                 | Zetels   | Voorzitter    | Zetels    | Partijleider | Partij                       | Totaal aantal zetels |
| ----------- | ------------- | ---------------------------------------------------------------------------- | -------- | ------------- | --------- | --- | ---------------------------- | -------------------- |
| 1ste (1992) | KMT           | Lee Teng-hui                                                                 | 94       | Liu Sung-pan  | 21        | Hsu Hsin-liang | DPP                          | 130                  |
| 1ste (1992) | KMT           | Lee Teng-hui                                                                 | 94       | Liu Sung-pan  | 1         | | CYP                          | 130                  |
| 2e          | KMT           | Lee Teng-hui                                                                 | 95       | Liu Sung-pan  | 51        | Hsu Hsin-liang (1992-1993) Shih Ming-teh (1993-1995)                                                               | DPP                          | 162                  |
| 2e          | KMT           | Lee Teng-hui                                                                 | 95       | Liu Sung-pan  | 1         | Ju Gau-jeng | CSDP                         | 162                  |
| 3e          | KMT           | Lee Teng-hui                                                                 | 85       | Liu Sung-pan  | 54        | Shih Ming-teh (1995-1996) Hsu Hsin-liang (1996-1998) Lin Yi-Hsiung (1998                                           | DPP                          | 164                  |
| 3e          | KMT           | Lee Teng-hui                                                                 | 85       | Liu Sung-pan  | 21        | Chen Kuei-miao | NP                           | 164                  |
| 4e          | KMT           | Lee Teng-hui (1998-2000) Lien Chan (2000-2001)                               | 123      | Wang Jin-pyng | 70        | Lin Yi-hsiung (1998-2000) Frank Hsieh (2000-2001)                                                                  | DPP                          | 225                  |
| 4e          | KMT           | Lee Teng-hui (1998-2000) Lien Chan (2000-2001)                               | 123      | Wang Jin-pyng | 11        | Chou Yang-shan | NP                           | 225                  |
| 4e          | KMT           | Lee Teng-hui (1998-2000) Lien Chan (2000-2001)                               | 123      | Wang Jin-pyng | 4         | | DUT                          | 225                  |
| 4e          | KMT           | Lee Teng-hui (1998-2000) Lien Chan (2000-2001)                               | 123      | Wang Jin-pyng | 3         | | DNPA                         | 225                  |
| 4e          | KMT           | Lee Teng-hui (1998-2000) Lien Chan (2000-2001)                               | 123      | Wang Jin-pyng | 1         | | NNA                          | 225                  |
| 4e          | KMT           | Lee Teng-hui (1998-2000) Lien Chan (2000-2001)                               | 123      | Wang Jin-pyng | 1         | | TIP                          | 225                  |
| 5e          | DPP           | Frank Hsieh (2001-2002) Chen Shui-bian (2002-2004)                           | 87       | Wang Jin-Pyng | 68        | Lien Chan | KMT                          | 225                  |
| 5e          | DPP           | Frank Hsieh (2001-2002) Chen Shui-bian (2002-2004)                           | 87       | Wang Jin-Pyng | 46        | James Soong | PFP                          | 225                  |
| 5e          | DPP           | Frank Hsieh (2001-2002) Chen Shui-bian (2002-2004)                           | 87       | Wang Jin-Pyng | 13        | Huang Chu-wen | TSU                          | 225                  |
| 5e          | DPP           | Frank Hsieh (2001-2002) Chen Shui-bian (2002-2004)                           | 87       | Wang Jin-Pyng | 1         | Yok Mu-ming | NP                           | 225                  |
| 6e          | DPP           | Su Tseng-chang (2005) Yu Shyi-kun (2006-2007) Chen Shui-bian (2007-2008)     | 89       | Wang Jin-pyng | 79        | Lien Chan (2004-2005) Ma Ying-jeou (2005-2007) Wu Po-Hsiung (2007) Chiang Pin-Kung (2007) Wu Po-hsiung (2007-2008) | KMT                          | 225                  |
| 6e          | DPP           | Su Tseng-chang (2005) Yu Shyi-kun (2006-2007) Chen Shui-bian (2007-2008)     | 89       | Wang Jin-pyng | 34        | James Soong | PFP                          | 225                  |
| 6e          | DPP           | Su Tseng-chang (2005) Yu Shyi-kun (2006-2007) Chen Shui-bian (2007-2008)     | 89       | Wang Jin-pyng | 12        | Huang CHU-wen (2004) Shu Chin-Chiang (2005-2006) Huang Kun-hei (2007-2008)                                         | TSU                          | 225                  |
| 6e          | DPP           | Su Tseng-chang (2005) Yu Shyi-kun (2006-2007) Chen Shui-bian (2007-2008)     | 89       | Wang Jin-pyng | 6         | Chang Po-ya | NPSU                         | 225                  |
| 6e          | DPP           | Su Tseng-chang (2005) Yu Shyi-kun (2006-2007) Chen Shui-bian (2007-2008)     | 89       | Wang Jin-pyng | 1         | Yok Mu-ming | NP                           | 225                  |
| 7e          | KMT           | Wu Po-hsiung (2008-2009) Ma Ying-jeou (2009-20012)                           | 81→74    | Wang Jin-Pyng | 27→33     | Chen Shui-bian (2008) Tsai Ing-wen (2008-2012)                                                                     | DPP                          | 113                  |
| 7e          | KMT           | Wu Po-hsiung (2008-2009) Ma Ying-jeou (2009-20012)                           | 81→74    | Wang Jin-Pyng | 3         | Lin Pin-kuan | NPSU                         | 113                  |
| 7e          | KMT           | Wu Po-hsiung (2008-2009) Ma Ying-jeou (2009-20012)                           | 81→74    | Wang Jin-Pyng | 0→1       | | Onafhankelijk                | 113                  |
| 7e          | KMT           | Wu Po-hsiung (2008-2009) Ma Ying-jeou (2009-20012)                           | 81→74    | Wang Jin-Pyng | 1         | James Soong | PFP                          | 113                  |
| 8e          | KMT           | Ma Ying-jeou (2012-2014) Wu Den-Yih (2014-2015) Eric Chu Li-luan (2015-2016) | 64→66    | Wang Jin-Pyng | 40        | Tsai Ing-wen (2012) Su Tseng-chang (2012-2014) Tsai Ing-wen (2014-2016)                                            | DPP                          | 113                  |
| 8e          | KMT           | Ma Ying-jeou (2012-2014) Wu Den-Yih (2014-2015) Eric Chu Li-luan (2015-2016) | 64→66    | Wang Jin-Pyng | 3         | Huang Kun-huei | TSU                          | 113                  |
| 8e          | KMT           | Ma Ying-jeou (2012-2014) Wu Den-Yih (2014-2015) Eric Chu Li-luan (2015-2016) | 64→66    | Wang Jin-Pyng | 3→2       | James Soong | PFP                          | 113                  |
| 8e          | Onafhankelijk |                                                                              | 1→0      | Wang Jin-Pyng | 2→1       | Lin Pin-kuan | NPSU                         | 113                  |
| 9e          | DPP           | Tsai Ing-wen (2016-2018) Cho Jung-tai                                        | 68       | Su Jia-chyuan | 35        | Huang Min-hui (2016) Hung Hsiu-chu (2016-2017) Wu Den-yih (2017-2020)                                              | KMT                          | 113                  |
| 9e          | DPP           | Tsai Ing-wen (2016-2018) Cho Jung-tai                                        | 68       | Su Jia-chyuan | 5         | Huang Kuo-chang (2016-2019) Chiu Hsien-chih (2019) Hsu Young-ming (2019-2020                                       | NPP                          | 113                  |
| 9e          | DPP           | Tsai Ing-wen (2016-2018) Cho Jung-tai                                        | 68       | Su Jia-chyuan | 3         | James Soong | PFP                          | 113                  |
| 9e          | Onafhankelijk |                                                                              | 1        | Su Jia-chyuan | 1         | Lin Pin-kuan | NPSU                         | 113                  |
| 10e         | DPP           | Cho Jung-tai (2020) Tsai Ing-wen (2020)                                      | 62       | Yu Shyi-kun   | 38        | Lin Jung-te (2020) Johnny Chiang (2020)                                                                            | KMT                          | 113                  |
| 10e         | DPP           | Cho Jung-tai (2020) Tsai Ing-wen (2020)                                      | 62       | Yu Shyi-kun   | 2         | | Onafhankelijk (KMT coalitie) | 113                  |
| 10e         | DPP           | Cho Jung-tai (2020) Tsai Ing-wen (2020)                                      | 62       | Yu Shyi-kun   | 5         | Ko Wen-je | TPP                          | 113                  |
| 10e         | DPP           | Cho Jung-tai (2020) Tsai Ing-wen (2020)                                      | 62       | Yu Shyi-kun   | 3         | Hsu Yung-ming (2020) Chiu Hsien-chih (2020) Kao Yu-ting (2020) Chen Jiau-hua (2020-)                               | NPP                          | 113                  |
| 10e         | DPP           | Cho Jung-tai (2020) Tsai Ing-wen (2020)                                      | 62       | Yu Shyi-kun   | 1         | Chen Yi-chih | TSP                          | 113                  |
| 10e         | Onafhankelijk |                                                                              | 1        | Yu Shyi-kun   | 1         | | Onafhankelijk                | 113                  |
| 11e         | DPP           | William lai                                                                  | 51       | Han Kuo-yu    | 52        | Eric Chu | KMT                          |                      |
| 11e         | DPP           | William lai                                                                  | 51       | Han Kuo-yu    | 2         | | Onafhankelijk (KMT coalitie) |                      |
| 11e         | DPP           | William lai                                                                  | 51       | Han Kuo-yu    | 8         | Ko Wen-je | TPP                          |                      |

## Protesten en opstootjes

### Zonnebloem beweging
In 2014 werd de Wetgevende Yuan vanaf 18 maart voor enkele weken bezet door honderden studenten om een Handelsverdrag met China. De studenten waren bang dat het handelsverdrag Taiwan het de economie aan zou tasten en dat het kwetsbaar zou worden voor druk uit China. De studenten verlieten de Wetgevende Yuan op 10 april. Uit de protesten kwam de politieke partij de New Power Party (NPP).

### Opstootjes
Opstootjes in de Wetgevende Yuan komen af en toe voor.
- In 2013 gingen twee leden van de Wetgevende Yuan elkaar te lijf. Terwijl andere leden water naar elkaar gooiden. Het ging over Kerncentrales.[5]
- In 2017 waren er opnieuw opstootjes ditmaal over een infrastructuurproject. De leden gooiden met stoelen en vochten met elkaar.[6]
- Op 29 juni 2020 blokkeerden 20 leden van de Kwomintang (KMT) de Wetgevende Yuan met stoelen. Dit kwam nadat de president een bekende op een hoge positie neerzette.[7]
- Op 27 november 2020 werden er met varkensdarmen gegooid door de oppositie partij de KMT naar premier Su Tseng-chang. Ze waren boos over het toestaan van invoer van varkensvlees met ractopamine.[8]